# Spending My Time
Spending My Time (englisch für „Verbringen meiner Zeit“) ist ein Lied des schwedischen Popduos Roxette, das im März 1991 erschien. Eine spanische Version des Liedes mit dem Titel Un día sin ti veröffentlichte die Band im Jahr 1996.

## Entstehung und Veröffentlichung
Geschrieben wurde das Lied von Roxette-Mitglied Per Gessle, zusammen mit Mats Persson. Für die Produktion zeichnete Clarence Öfwerman verantwortlich. Die Aufnahme des Liedes entstand in den Abbey Road Studios.
Die Erstveröffentlichung von Spending My Time erfolgte am 28. März 1991 bei EMI Music, als Teil von Roxettes dritten Studioalbum Joyride (Katalognummer: 1C 068-7 96048 1). Am 26. September 1991 erschien das Lied als vierte Singleauskopplung aus dem Album. Diese erschien als 7″-Single mit der B-Seite The Sweet Hello, The Sad Goodbye (Katalognummer: 13 6411 7) sowie als CD-Maxi-Single, die um zwei Remixe zu Spending My Time erweitert wurde (Katalognummer: 13 6411 2).
Die spanischsprachige Version Un día sin ti erschien erstmals am 21. Oktober 1996 auf dem Kompilationsalbum Baladas en Español (Katalognummer: 8544142). Am 29. Oktober 1996 wurde es als 2-Track-CD-Single mit der B-Seite Timida, der spanischen Version zu Vulnerable, ausgekoppelt (Katalognummer: 8652672). Als Subtexter fungierte hierbei Luis Escolar, die Produktion erfolgte ebenfalls durch Öfwerman.

## Inhalt
Spending My Time thematisiert die Sehnsucht der Sängerin zu ihrer großen Liebe. Sie wartet wie die Tage vergehen, starrt an die Wand und hofft, dass ihre Liebe auch an sie denkt („Spending my time. Watching the days go by. Feeling so small. I stare at the wall. Hoping that you. Think of me too. I’m spending my time.“).

## Musikvideo
Das Musikvideo zur Single wurde unter der Regie von Wayne Isham gedreht. Das Musikvideo zu Un día sin ti entstand unter der Regie von Jonas Åkerlund.

## Chartplatzierungen
| ChartsChartplatzierungen       | Höchstplatzierung | Wochen |
| ------------------------------ | ----------------- | ------ |
| Deutschland (GfK)              | 9 (17 Wo.)        | 17     |
| Österreich (Ö3)                | 16 (12 Wo.)       | 12     |
| Schweden (GLF)                 | 11 (6 Wo.)        | 6      |
| Schweiz (IFPI)                 | 15 (12 Wo.)       | 12     |
| Vereinigte Staaten (Billboard) | 32 (20 Wo.)       | 20     |
| Vereinigtes Königreich (OCC)   | 22 (4 Wo.)        | 4      |

| ChartsJahrescharts (1992) | Platzierung |
| ------------------------- | ----------- |
| Deutschland (GfK)         | 76          |